# 앙투안 리고도
앙투안 로제 리고도(프랑스어: Antoine Roger Rigaudeau, 1971년 12월 17일~)는 프랑스의 농구 선수, 지도자로 선수 시절 포지션은 포인트 가드와 슈팅 가드이다. 전미 농구 협회(NBA)의 댈러스 매버릭스 소속으로 뛰었으며 프랑스 농구 국가대표팀의 일원으로 2000년 하계 올림픽 은메달을 획득했다.